# Scottish League Cup 2022-2023
La Scottish League Cup 2022-23, conosciuta anche come Premier Sports Cup per motivi di sponsorizzazione, è stata la 77ª edizione della seconda più prestigiosa competizione ad eliminazione diretta della Scozia; è iniziata il 9 luglio 2022 e terminata il 26 febbraio 2023. Il Celtic, campione in carica, ha conquistato il trofeo per la seconda volta consecutiva, la ventunesima nella sua storia.

## Formula
La formula della competizione prevede tre turni ad eliminazione diretta e la finale, successivi ad una prima fase, con 8 gironi all'italiana da 5 squadre; tuttavia, in questa stagione la fase a gironi non è stata regionalizzata. Ogni squadra affronta le altre una sola volta, per un totale di 4 incontri. Si qualificano per la fase successiva le 8 squadre prime classificate e le 3 migliori seconde classificate, cui si uniscono le 5 squadre qualificate per le competizioni UEFA. Gli incontri a eliminazione diretta si svolgono in partite di sola andata, in caso di parità si procede con i tempi supplementari ed eventualmente i tiri di rigore.
A causa delle modifiche al calendario causate dai mondiali in Qatar, le gare di semifinali si sono svolte a gennaio e la finale è stata giocata domenica 26 febbraio 2023.

### Attribuzione del punto supplementare
Nella fase a gironi, in caso di parità al termine dei tempi regolamentari, verranno battuti i tiri di rigore: a ciascuna squadra viene comunque attribuito un punto, ma alla squadra che vincerà ai tiri di rigore verrà assegnato un ulteriore punto.

## Calendario
| Turno            | Date               |
| ---------------- | ------------------ |
| Fase a gironi    | 9-24 luglio 2022   |
| 2º turno         | 30-31 agosto 2022  |
| Quarti di finale | 18-20 ottobre 2022 |
| Semifinali       | 14-15 gennaio 2023 |
| Finale           | 26 febbraio 2023   |

## Fase a gironi
Il sorteggio della fase a gironi si è svolto il 25 maggio 2022 ad Hampden Park in diretta sul canale YouTube SFPL.

### Girone A
| Squadra         | Pti | G | V | NV | NP | P | GF | GS | DR  |
| --------------- | --- | - | - | -- | -- | - | -- | -- | --- |
| Aberdeen        | 12  | 4 | 4 | 0  | 0  | 0 | 12 | 0  | +12 |
| Stirling Albion | 8   | 4 | 2 | 1  | 0  | 1 | 6  | 7  | -1  |
| Raith Rovers    | 6   | 4 | 1 | 1  | 1  | 1 | 7  | 4  | +3  |
| Dumbarton       | 4   | 4 | 1 | 0  | 1  | 2 | 3  | 4  | -1  |
| Peterhead       | 0   | 4 | 0 | 0  | 0  | 4 | 0  | 13 | -13 |

|                 | ABE   | STI             | RAI             | DUM   | PET   |
| Aberdeen        |       |                 | 3 - 0           | 2 - 0 |       |
| Stirling Albion | 5 - 0 |                 |                 |       | 3 - 0 |
| Raith Rovers    |       | 1 - 1 (4-5 dtr) |                 |       | 6 - 0 |
| Dumbarton       |       | 1 - 2           | 0 - 0 (2-3 dtr) |       |       |
| Peterhead       | 0 - 2 |                 |                 | 0 - 2 |       |

### Girone B
| Squadra         | Pti | G | V | NV | NP | P | GF | GS | DR |
| --------------- | --- | - | - | -- | -- | - | -- | -- | -- |
| Partick Thistle | 11  | 4 | 3 | 1  | 0  | 0 | 9  | 4  | +5 |
| Kilmarnock      | 10  | 4 | 3 | 0  | 1  | 0 | 11 | 3  | +8 |
| Stenhousemuir   | 6   | 4 | 2 | 0  | 0  | 2 | 7  | 6  | +1 |
| Montrose        | 3   | 4 | 1 | 0  | 0  | 3 | 6  | 11 | -5 |
| Fraserburgh     | 0   | 4 | 0 | 0  | 0  | 4 | 3  | 13 | -9 |

|                 | PAR             | KIL   | STE   | MON   | FRA   |
| Partick Thistle |                 |       |       | 4 - 2 | 2 - 0 |
| Kilmarnock      | 1 - 1 (4-5 dtr) |       | 4 - 1 |       |       |
| Stenhousemuir   | 1 - 2           |       |       |       | 3 - 0 |
| Montrose        |                 | 0 - 3 | 0 - 2 |       |       |
| Fraserburgh     |                 | 1 - 3 |       | 2 - 4 |       |

### Girone C
| Squadra        | Pti | G | V | NV | NP | P | GF | GS | DR  |
| -------------- | --- | - | - | -- | -- | - | -- | -- | --- |
| Ross County    | 11  | 4 | 3 | 1  | 0  | 0 | 11 | 1  | +10 |
| Dunfermline    | 7   | 4 | 2 | 0  | 1  | 1 | 8  | 2  | +6  |
| Alloa Athletic | 7   | 4 | 1 | 2  | 0  | 1 | 6  | 5  | +1  |
| East Fife      | 4   | 4 | 1 | 0  | 1  | 2 | 4  | 12 | -8  |
| Buckie Thistle | 1   | 4 | 0 | 0  | 1  | 3 | 4  | 13 | -9  |

|                      | ROS             | DNF   | ALL             | EFI             | BUC   |
| Ross County          |                 | 1 - 0 |                 | 7 - 0           |       |
| Dunfermline Athletic |                 |       | 1 - 1 (4-5 dtr) |                 | 5 - 0 |
| Alloa Athletic       | 0 - 2           |       |                 | 1 - 1 (6-5 dtr) |       |
| East Fife            |                 | 0 - 2 |                 |                 | 3 - 2 |
| Buckie Thistle       | 1 - 1 (3-5 dtr) |       | 1 - 4           |                 |       |

### Girone D
| Squadra         | Pti | G | V | NV | NP | P | GF | GS | DR |
| --------------- | --- | - | - | -- | -- | - | -- | -- | -- |
| Falkirk         | 10  | 4 | 2 | 2  | 0  | 0 | 3  | 1  | +2 |
| Greenock Morton | 7   | 4 | 2 | 0  | 1  | 1 | 6  | 3  | +3 |
| Hibernian       | 6   | 4 | 2 | 0  | 0  | 2 | 9  | 5  | +4 |
| Bonnyrigg Rose  | 4   | 4 | 1 | 0  | 1  | 2 | 5  | 9  | -4 |
| Clyde           | 3   | 4 | 1 | 0  | 0  | 3 | 3  | 8  | -5 |

|                 | FAL             | GMO   | HIB   | BON   | CLY   |
| Falkirk         |                 |       | 0 - 1 |       | 0 - 1 |
| Greenock Morton | 0 - 0 (4-5 dtr) |       |       | 3 - 1 |       |
| Hibernian       |                 | 0 - 3 |       |       | 5 - 0 |
| Bonnyrigg Rose  | 1 - 1 (2-4 dtr) |       | 1 - 4 |       |       |
| Clyde           |                 | 2 - 0 |       | 1 - 2 |       |

### Girone E
| Squadra       | Pti | G | V | NV | NP | P | GF | GS | DR  |
| ------------- | --- | - | - | -- | -- | - | -- | -- | --- |
| Arbroath      | 12  | 4 | 4 | 0  | 0  | 0 | 10 | 1  | +9  |
| Airdrieonians | 7   | 4 | 2 | 0  | 1  | 1 | 6  | 4  | +2  |
| St. Mirren    | 6   | 4 | 2 | 0  | 0  | 2 | 5  | 4  | +1  |
| Edinburgh     | 5   | 4 | 1 | 1  | 0  | 2 | 6  | 7  | -1  |
| Cowdenbeath   | 0   | 4 | 0 | 0  | 0  | 4 | 0  | 11 | -11 |

|                | ARB   | AIR   | STM   | EDI             | COW   |
| Arbroath       |       | 3 - 0 |       |                 | 3 - 0 |
| Airdrioniani   |       |       | 2 - 0 | 1 - 1 (2-4 dtr) |       |
| St. Mirren     | 0 - 1 |       |       | 3 - 1           |       |
| Edinburgh City | 1 - 3 |       |       |                 | 3 - 0 |
| Cowdenbeath    |       | 0 - 3 | 0 - 2 |                 |       |

### Girone F
| Squadra            | Pti | G | V | NV | NP | P | GF | GS | DR  |
| ------------------ | --- | - | - | -- | -- | - | -- | -- | --- |
| Annan Athletic     | 10  | 4 | 2 | 2  | 0  | 0 | 8  | 3  | +5  |
| Queen of the South | 8   | 4 | 2 | 1  | 0  | 1 | 9  | 5  | +4  |
| St. Johnstone      | 8   | 4 | 2 | 0  | 2  | 0 | 7  | 4  | +3  |
| Ayr Utd            | 4   | 4 | 1 | 0  | 1  | 2 | 4  | 5  | -1  |
| Elgin City         | 0   | 4 | 0 | 0  | 0  | 4 | 2  | 13 | -11 |

|                   | ANN             | QSO   | STJ             | AYU             | ELG   |
| Annan Athletic    |                 |       |                 | 1 - 1 (5-4 dtr) | 4 - 0 |
| Queen of the Sou. | 2 - 3           |       | 2 - 2 (4-2 dtr) |                 |       |
| St. Johnstone     | 0 - 0 (4-5 dtr) |       |                 | 1 - 0           |       |
| Ayr United        |                 | 0 - 3 |                 |                 | 3 - 0 |
| Elgin City        |                 | 0 - 2 | 2 - 4           |                 |       |

### Girone G
| Squadra       | Pti | G | V | NV | NP | P | GF | GS | DR |
| ------------- | --- | - | - | -- | -- | - | -- | -- | -- |
| Inverness     | 11  | 4 | 3 | 1  | 0  | 0 | 8  | 2  | +6 |
| Livingston    | 9   | 4 | 3 | 0  | 0  | 1 | 8  | 5  | +3 |
| Cove Rangers  | 4   | 4 | 1 | 0  | 1  | 2 | 6  | 7  | -1 |
| Albion Rovers | 3   | 4 | 1 | 0  | 0  | 3 | 5  | 9  | -4 |
| Kelty Hearts  | 3   | 4 | 1 | 0  | 0  | 3 | 3  | 7  | -4 |

|                              | ICT   | LIV   | COV             | ALB   | KEL   |
| Inverness Caledonian Thistle |       |       | 1 - 1 (5-3 dtr) | 4 - 0 |       |
| Livingston                   | 1 - 2 |       |                 |       | 2 - 0 |
| Cove Rangers                 |       | 1 - 2 |                 |       | 2 - 3 |
| Albion Rovers                |       | 2 - 3 | 1 - 2           |       |       |
| Kelty Hearts                 | 0 - 1 |       |                 | 0 - 2 |       |

### Girone H
| Squadra             | Pti | G | V | NV | NP | P | GF | GS | DR  |
| ------------------- | --- | - | - | -- | -- | - | -- | -- | --- |
| Dundee              | 12  | 4 | 4 | 0  | 0  | 0 | 13 | 2  | +11 |
| Hamilton Academical | 8   | 4 | 2 | 1  | 0  | 1 | 9  | 6  | +3  |
| Queen's Park        | 7   | 4 | 2 | 0  | 1  | 1 | 11 | 6  | +5  |
| Forfar Athletic     | 3   | 4 | 1 | 0  | 0  | 3 | 5  | 12 | -7  |
| Stranraer           | 0   | 4 | 0 | 0  | 0  | 4 | 4  | 16 | -12 |

|                     | DUN   | HAM   | QPA             | FOR   | STR   |
| Dundee              |       | 3 - 0 |                 | 5 - 1 |       |
| Hamilton Academical |       |       | 1 - 1 (5-3 dtr) |       | 5 - 2 |
| Queen's Park        | 1 - 2 |       |                 | 4 - 1 |       |
| Forfar Athletic     |       | 0 - 3 |                 |       | 3 - 0 |
| Stranraer           | 0 - 3 |       | 2 - 5           |       |       |

### Migliori seconde classificate
Le migliori 3 squadre seconde classificate accedono al secondo turno della competizione.
| Gru. | Squadra             | Pt | G | V | NV | NP | P | GF | GS | DR |
| ---- | ------------------- | -- | - | - | -- | -- | - | -- | -- | -- |
| B    | Kilmarnock          | 10 | 4 | 3 | 0  | 1  | 0 | 11 | 3  | +8 |
| G    | Livingston          | 9  | 4 | 3 | 0  | 0  | 1 | 8  | 5  | +3 |
| F    | Queen of the South  | 8  | 4 | 2 | 1  | 0  | 1 | 9  | 5  | +4 |
| H    | Hamilton Academical | 8  | 4 | 2 | 1  | 0  | 1 | 9  | 6  | +3 |
| A    | Stirling Albion     | 8  | 4 | 2 | 1  | 0  | 1 | 6  | 7  | -1 |
| C    | Dunfermline         | 7  | 4 | 2 | 0  | 1  | 1 | 8  | 2  | +6 |
| D    | Greenock Morton     | 7  | 4 | 2 | 0  | 1  | 1 | 6  | 3  | +3 |
| E    | Airdrieonians       | 7  | 4 | 2 | 0  | 1  | 1 | 6  | 4  | +2 |

## Secondo Turno
Prendono parte a questo turno le prime classificate dei gironi e le tre migliori seconde. Le cinque squadre qualificate alle competizioni UEFA entrano nella competizione in questo turno. Il sorteggio è avvenuto il 24 luglio 2022.
In grassetto le squadre che entrano in questo turno.
| Teste di serie | Non teste di serie |
| -------------- | ------------------ |
| Aberdeen       | Annan Athletic     |
| Arbroath       | Falkirk            |
| Celtic         | Inverness          |
| Dundee         | Kilmarnock         |
| Dundee Utd     | Livingston         |
| Hearts         | Partick Thistle    |
| Motherwell     | Queen of the South |
| Rangers        | Ross County        |

### Risultati
| Squadra 1      | Risultato   | Squadra 2          |
| -------------- | ----------- | ------------------ |
| 30 agosto 2022 |             |                    |
| Annan Athletic | 1 – 4 (dts) | Aberdeen           |
| Dundee         | 3 – 0       | Falkirk            |
| Rangers        | 3 – 1       | Queen of the South |
| 31 agosto 2022 |             |                    |
| Hearts         | 0 – 1       | Kilmarnock         |
| Livingston     | 1 – 2       | Dundee Utd         |
| Motherwell     | 4 – 0       | Inverness          |
| Hibernian      | 2 – 0       | Kilmarnock         |
| Ross County    | 1 – 4       | Celtic             |

## Quarti di finale
Il sorteggio è stato effettuato il 31 agosto 2022, dopo la partita Ross County-Celtic.
| Squadra 1       | Risultato | Squadra 2       |
| --------------- | --------- | --------------- |
| 18 ottobre 2022 |           |                 |
| Kilmarnock      | 2 – 1     | Dundee Utd      |
| 19 ottobre 2022 |           |                 |
| Motherwell      | 0 – 4     | Celtic          |
| Aberdeen        | 4 – 1     | Partick Thistle |
| Rangers         | 1 – 0     | Dundee          |

## Semifinali
Il sorteggio è stato effettuato il 19 ottobre 2022, dopo la partita Rangers-Dundee. Da questa fase è stato introdotto il VAR.
| Squadra 1       | Risultato   | Squadra 2  |
| --------------- | ----------- | ---------- |
| 14 gennaio 2023 |             |            |
| Celtic          | 2 – 0       | Kilmarnock |
| 15 gennaio 2023 |             |            |
| Rangers         | 2 – 1 (dts) | Aberdeen   |

## Finale
| Arbitro: | Walsh |

|             |           |                    |
| Morelos 64’ | Marcatori | 44’, 56’ Furuhashi |